# Cleveringadebat

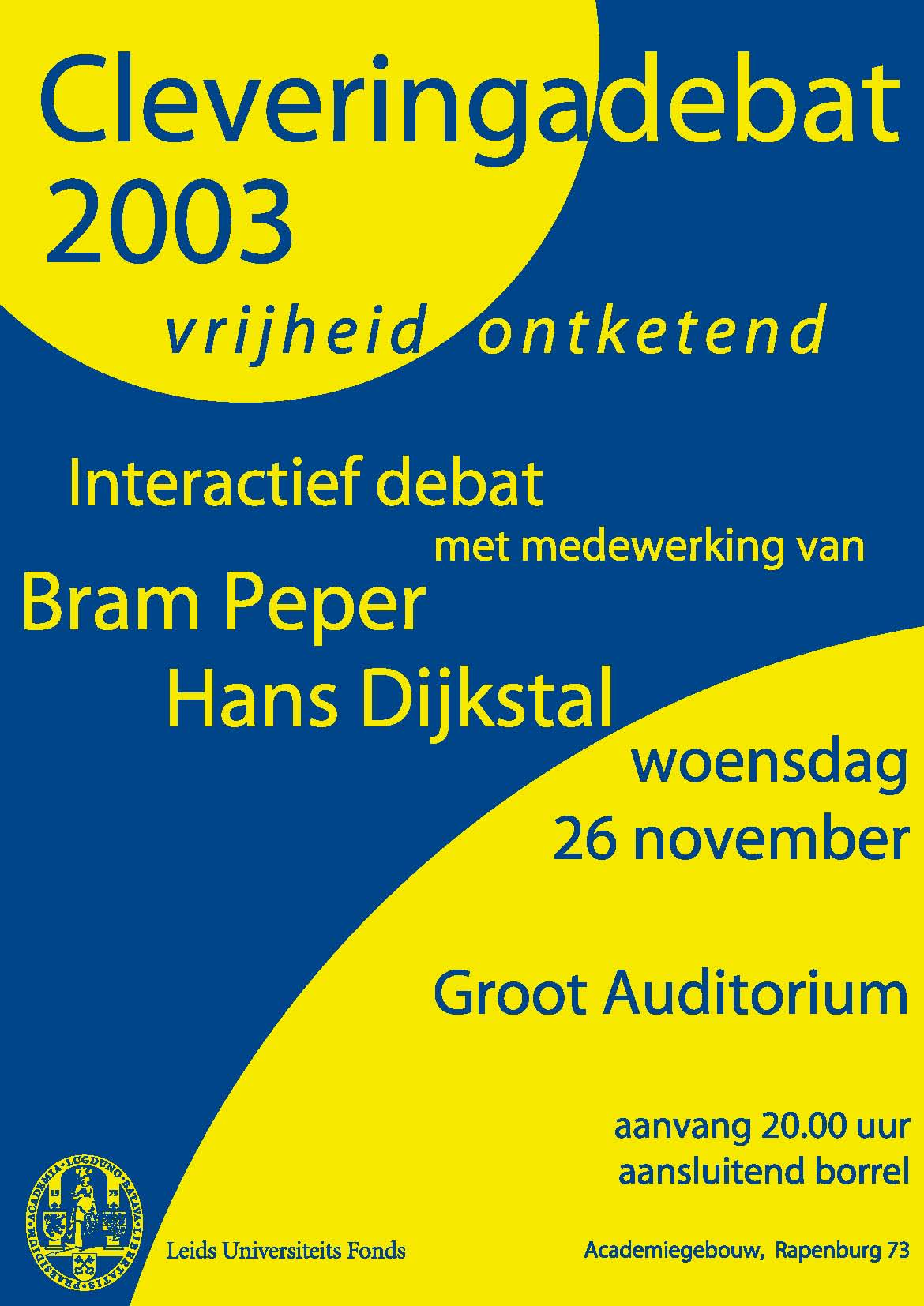
Poster van het eerste Cleveringadebat in 2003

Het Cleveringadebat is een jaarlijks studentendebat ter nagedachtenis aan de rede van professor Cleveringa op 26 november 1940. Het debat wordt georganiseerd door de studentcommissie, CASSA, van het Leids Universiteitsfonds (LUF) in de Nederlandse stad Leiden. Het Cleveringadebat staat los van de Cleveringa-oratie.

## Historie
Op 26 november 1940 hield professor Cleveringa in het Groot Auditorium van het Academiegebouw aan de (toenmalige) Rijksuniversiteit Leiden een vlammend betoog tegen het ontslag van zijn joodse collega's, in het bijzonder professor Eduard Meijers. Zijn rede leidde tot een algemene studentenstaking en uiteindelijk tot de sluiting van de Leidse universiteit. Sinds het einde van de Tweede Wereldoorlog wordt de rede van Cleveringa herdacht, door middel van de Cleveringa-oratie.
De studentcommissie van het Leids Universiteitsfonds (LUF), CASSA, vond dat studenten meer bekend moesten worden met de rede van Cleveringa. De jaarlijkse oratie op 26 november werd weinig bezocht door studenten. Een debat, altijd rondom het thema 'vrijheid' en 'vrijheid van meningsuiting', zou huidige studenten meer aanspreken dan een oratie.
Het eerste debat vond plaats in 2003. Vanaf dat jaar werd ieder jaar een aantal bekende sprekers en hoogleraren uitgenodigd, waarmee de aanwezige studenten discussieerden over de vooraf gepresenteerde stellingen.

## Sprekers
2003 - Vrijheid ontketend
- Bram Peper
- Hans Dijkstal
- Debatleider: Roderik van Grieken

2004
- Ivo Opstelten
- Heleen Dupuis
- Theo de Roos
- Nelleke Noordervliet
- Morris Tabaksblat

2005
- Alexander Pechtold
- Pim Huijgen
- Rob Oudkerk
- Karl Dittrich

2006
- Aart Staartjes
- Joost Prinsen
- Nout Wellink
- Kader Abdolah
- Douwe Breimer
- Frans Saris

2007 - Vrij spraak
- Antoine Bodar
- Geert Dales
- Rietje van Dam
- Femke Halsema
- Debatleider: Ard van der Steur

2008 - Censuur
- Naema Tahir
- Niels van Tamelen
- Bas van der Vlies
- Syp Wynia
- Debatleider: Ard van der Steur

2009 - Kwetsen of zwijgen
- Maurits Berger
- Nadia Bouras
- Meindert Fennema
- Hans Jansen
- Debatleider: Thierry Baudet

2010 - Privacy... gevoelig?
- Alex Geert Castermans
- Bruno Verbeek
- Rutger Mazel

2011 - "Ja wat nou, Vrijheid van Meningsuiting?!"
- Hans Laroes
- Bert Brussen
- Jaap de Jong
- Debatleider: Kees Boonman

2012 - Europa: Bolwerk van vrijheid?
- Laurens Jan Brinkhorst
- René Cuperus
- Mark Verheijen
- Rick Lawson
- Mathieu Segers
- Sophie in 't Veld
- Arjan Vliegenthart
- Debatleider: Mark Frequin